# Aschheim
Aschheim – gmina w Niemczech, w kraju związkowym Bawaria, w rejencji Górna Bawaria, w regionie Monachium, w powiecie Monachium. Leży około 10 km na północny wschód od centrum Monachium, przy autostradzie A99, drodze B471.

## Podział administracyjny
- Aschheim
- Dornach

## Demografia
Dane o ludności z 31 grudnia 2008:
| Opis                                | Ogółem | Ogółem | Kobiety | Kobiety | Mężczyźni | Mężczyźni |
| ----------------------------------- | ------ | ------ | ------- | ------- | --------- | --------- |
| Jednostka                           | osób   | %      | osób    | %       | osób      | %         |
| Populacja                           | 7283   | 100    | 3669    | 50,38   | 3614      | 49,62     |
| Wiek przedprodukcyjny (0–17 lat)    | 1540   | 21,15  | 741     | 10,17   | 799       | 10,97     |
| Wiek produkcyjny (18–65 lat)        | 4649   | 63,83  | 2326    | 31,94   | 2323      | 31,9      |
| Wiek poprodukcyjny (powyżej 65 lat) | 1094   | 15,02  | 602     | 8,27    | 492       | 6,76      |

## Polityka
Wójtem gminy jest Helmut J. Englmann, rada gminy składa się z 20 osób.
|      | CSU | SPD | FWAD | Razem |
| 2008 | 12  | 6   | 2    | 20    |
| 2002 | 12  | 5   | 3    | 20    |

## Współpraca[4]
Miejscowości partnerskie:
- Jedovnice, Czechy od 1999
- Kotvrdovice, Czechy
- Leros, Grecja, od 1999
- Liegau-Augustusbad – dzielnica Radeberga, Saksonia
- Mougins, Francja od 1999